# Нагорный район (Москва)
Наго́рный райо́н — район в Москве, расположенный в Южном административном округе. Району соответствует внутригородское муниципальное образование муниципальный округ Нагорный.

## Показатели района
По данным на 2010 год площадь территории района составляет 541,61га. Население — 77 073 чел. (2024). Плотность населения — 14137,8 чел./км², площадь жилого фонда — 1551,4 тыс. м² (2010 год).

## Характеристика района
Основной магистралью района служит Варшавское шоссе, известное как Серпуховская дорога с XIV века. Северную часть района традиционно занимают промышленные предприятия, южная застроена жилыми кварталами. В конце XIX века здесь находились корпуса казарм для рабочих Даниловской мануфактуры и мелкие частные дома. В 20-е годы XX века по Варшавскому шоссе пустили трамвай — к Верхним Котлам и в село Коломенское. В 1940-50-е годы по Варшавскому шоссе и Болотниковской улице были возведены первые кирпичные жилые дома. Интерес представляют два дома 1938-48 годов (по адресу Варшавское шоссе 60, 64), прозванные «испанскими» из-за населявших их испанских коммунистов, бежавших от режима Франциско Франко.
Целостная квартальная застройка середины XX века до наших дней не дошла, но сохранены отдельные здания архитектурного ансамбля Коломенского рабочего поселка. Среди прочего сохранился кинотеатр-клуб (позднее: Филиал ДК ЗИЛ; архитектуры: Борис Иофан, Виктор Калмыков, 1938—1940 гг.). и трехэтажные кирпичные жилые дома (Варшавское шоссе, 85 к. 2,3,4, архитектор А. Д. Сурис, 1948 г.). Сложившийся облик района дополнили здания периода массового строительства в конце 1950-х — начале 1960-х годов, когда был возведен ансамбль Волхонка-ЗИЛ, спроектированный архитектором З. М. Розенфельдом. Деревенские дома были окончательно сломаны в 1960-е года, а большая часть двухэтажной жилой застройки 1930-х годов уничтожена в 1970-е при строительстве спальных районов.
На углу Болотниковской улицы и Симферопольского бульвара сохранился Москворецкий рынок, главное здание которого было построено в 1956 году с частичным включением более ранних построек. Рынок является важным центром торговли Нагорного района. В ходе реконструкции 2018 года рынок обзавелся современным фудкортом и благоустроенной территорией.
В районе находится Московский финансово-юридический университет, а также 17 дошкольных учреждений, 10 общеобразовательных школ, 2 интерната, музыкальная школа, учебно-воспитательный комплекс с детским домом, вечерняя общеобразовательная школа Олимпийского резерва, физико-математический лицей № 1580 при МГТУ имени Н. Э. Баумана.
Культурный досуг района предлагают ДК «Нагорный», районный центр «Ангара», еврейский театр «Шалом», галерея-мастерская «Варшавка», спорткомплекс «Кант» и др.

## Парки и скверы
Парк на Симферопольском бульваре — на месте старых гаражей в 2019 году появился парк с детской и спортивной площадками. Здесь установили столы для пинг-понга, уличные тренажёры, сделали скейт-парк. Сюда можно с питомцами — в парке есть площадка для выгула собак.
Сквер на Болотниковской улице — зона отдыха с парковыми диванами, цветниками и газонами. Есть игровой городок с лазалкой и качелями.

## Население
| 2002    | 2010    | 2012    | 2013    | 2014    | 2015    | 2016    |
| ------- | ------- | ------- | ------- | ------- | ------- | ------- |
| 69 535  | ↗77 878 | ↗78 407 | ↗79 064 | ↗79 548 | ↗80 262 | ↗80 707 |
| 2017    | 2018    | 2019    | 2020    | 2021    | 2023    | 2024    |
| ↗80 981 | ↗81 646 | ↗81 731 | ↗81 794 | ↘78 098 | ↘77 938 | ↘77 073 |

### Национальный состав
По итогам переписи населения 2020 года проживали следующие национальности (национальности менее 0,1 % и другое, см. в сноске к строке «Другие»):
| Национальность | Численность, чел. | Доля     |
| -------------- | ----------------- | -------- |
| Русские        | 52 749            | 67,54 %  |
| Армяне         | 528               | 0,68 %   |
| Татары         | 344               | 0,44 %   |
| Украинцы       | 317               | 0,41 %   |
| Азербайджанцы  | 192               | 0,25 %   |
| Грузины        | 174               | 0,22 %   |
| Таджики        | 99                | 0,13 %   |
| Чеченцы        | 97                | 0,12 %   |
| Евреи          | 95                | 0,12 %   |
| Узбеки         | 88                | 0,11 %   |
| Другие         | 23 415            | 29,98 %  |
| Итого          | 78 098            | 100,00 % |